# Kreis Harghita

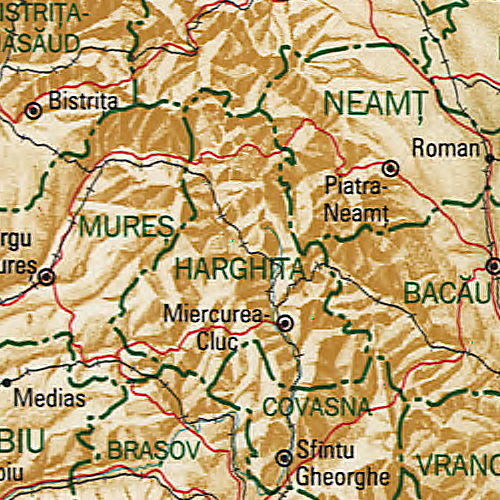
Karte des Kreises Harghita

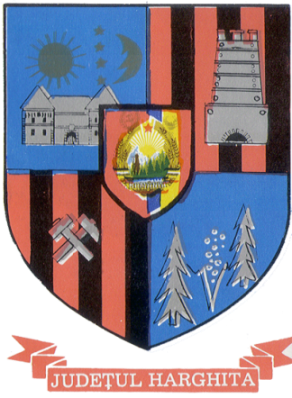
Wappen des Kreises Harghita, zur Zeit des Realsozialismus

Harghita (Ausspracheⓘ) ist ein rumänischer Kreis (Județ) in der Region Siebenbürgen mit der Kreishauptstadt Miercurea Ciuc. Seine gängige Abkürzung und das Kfz-Kennzeichen sind HR.
Der Kreis ist nach dem Harghita-Gebirge benannt und grenzt im Norden an den Kreis Suceava, im Osten an die Kreise Neamț und Bacău, im Süden an die Kreise Covasna und Brașov und im Westen an den Kreis Mureș.

## Bevölkerung
Die Einwohnerzahl einiger Ethnien im Kreis Harghita entwickelte sich ab 1930 wie folgt:
| Jahr | Einwohner | Rumänen | Magyaren | Deutsche | Roma  | Armenier | Lipowaner | Juden |
| ---- | --------- | ------- | -------- | -------- | ----- | -------- | --------- | ----- |
| 1930 | 250.194   | 24.996  | 216.615  | 1.024    | 2.702 | 107      | 208       | 4.118 |
| 1956 | 273.964   | 25.694  | 245.300  | 368      | 1.514 | 18       | 54        | 417   |
| 1966 | 282.392   | 31.272  | 248.886  | 237      | 1.390 | 10       | 133       | 98    |
| 1977 | 326.310   | 44.794  | 277.587  | 281      | 3.228 | 15       | 25        | 62    |
| 1992 | 348.335   | 48.948  | 295.104  | 199      | 3.827 | 10       | 15        | 24    |
| 2002 | 326.222   | 45.870  | 276.038  | 140      | 3.835 | 14       | 5         | 13    |
| 2011 | 310.867   | 39.196  | 257.707  | 70       | 5.326 | 6        | 5         | 5     |
| 2021 | 291.950   | 33.634  | 232.157  | 62       | 4.928 | 7        | 7         | 4     |

- Bemerkung: Unter den Magyaren ist hier im Kreis Harghita auch die Anzahl der Szekler aufgeführt.

## Geographie
Der Kreis hat eine Gesamtfläche von 6639 km²; dies entspricht 2,78 % der Fläche Rumäniens. Im Nordosten Siebenbürgens, in der historischen Region des Komitats Csík gelegen, befindet sich der Kreis Harghita in den Ostkarpaten im Giurgeu-Gebirge. Des Weiteren befindet sich der Norden des Kreises im südlichen Teil des Călimani-Gebirges, der Nordosten im südwestlichen Teil des Bistrița-Gebirges, der Osten im westlichen Teil des Hașmaș-Gebirges, der Süden im nördlichen Teil des Harghita-Gebirges, der Südwesten im Siebenbürgischen Becken und der Westen im Gurghiu-Gebirge.
Der Kreis Harghita ist im Hașmaș-Gebirge Quellgebiet der Flüsse Mureș (Mieresch) und des Olt (Alt) und im Gurghiu-Gebirge der Târnava Mică (Kleine Kokel) und der Târnava Mare (Große Kokel).
Die größten Seen des Kreises sind der Lacul Sfânta Ana (St.-Anna-See; 949 m) im Ciomatu-Massiv, der Lacul Roșu (Roter See; 983 m) und der Ciucaș-See im Kurort Băile Tușnad.

## Städte und Gemeinden

### Status der Ortschaften
Der Kreis Harghita besteht aus offiziell 265 Ortschaften. Davon haben neun den Status einer Stadt und 58 den einer Gemeinde. Die übrigen sind administrativ den Städten und Gemeinden zugeordnet.

### Größte Orte
| Stadt/Gemeinde                                              | Einwohner |
| ----------------------------------------------------------- | --------- |
| Miercurea Ciuc (dt. Szeklerburg, ung. Csíkszereda)          | 34.484    |
| Odorheiu Secuiesc (dt. Oderhellen, ung. Székelyudvarhely)   | 31.335    |
| Gheorgheni (dt. Niklasmarkt, ung. Gyergyószentmiklós)       | 15.884    |
| Toplița (dt. Töplitz, ung. Maroshévíz)                      | 12.609    |
| Cristuru Secuiesc (dt. Szeklerkreuz, ung. Székelykeresztúr) | 08.797    |
| Praid (dt. Salzberg, ung. Parajd)                           | 06.542    |
| Vlăhița (dt. Wlachendorf, ung. Szentegyháza)                | 06.468    |
| Corund (ung. Korond)                                        | 06.394    |
| Remetea (ung. Gyergyóremete)                                | 05.953    |
| Zetea (ung. Zetelaka)                                       | 05.729    |
| Sândominic (ung. Csíkszentdomokos)                          | 05.667    |
| Bălan (ung. Balánbánya)                                     | 05.414    |
| Lunca de Jos (ung. Gyimesközéplok)                          | 05.093    |
|                                                             |           |
| Borsec (dt. Bad Borseck, ung. Borszék)                      | 02.391    |
| Băile Tușnad (dt. Bad Tuschnad, ung. Tusnádfürdő)           | 01.372    |
| (Stand: 1. Dezember 2021)                                   |           |